# Rangdum-Kloster

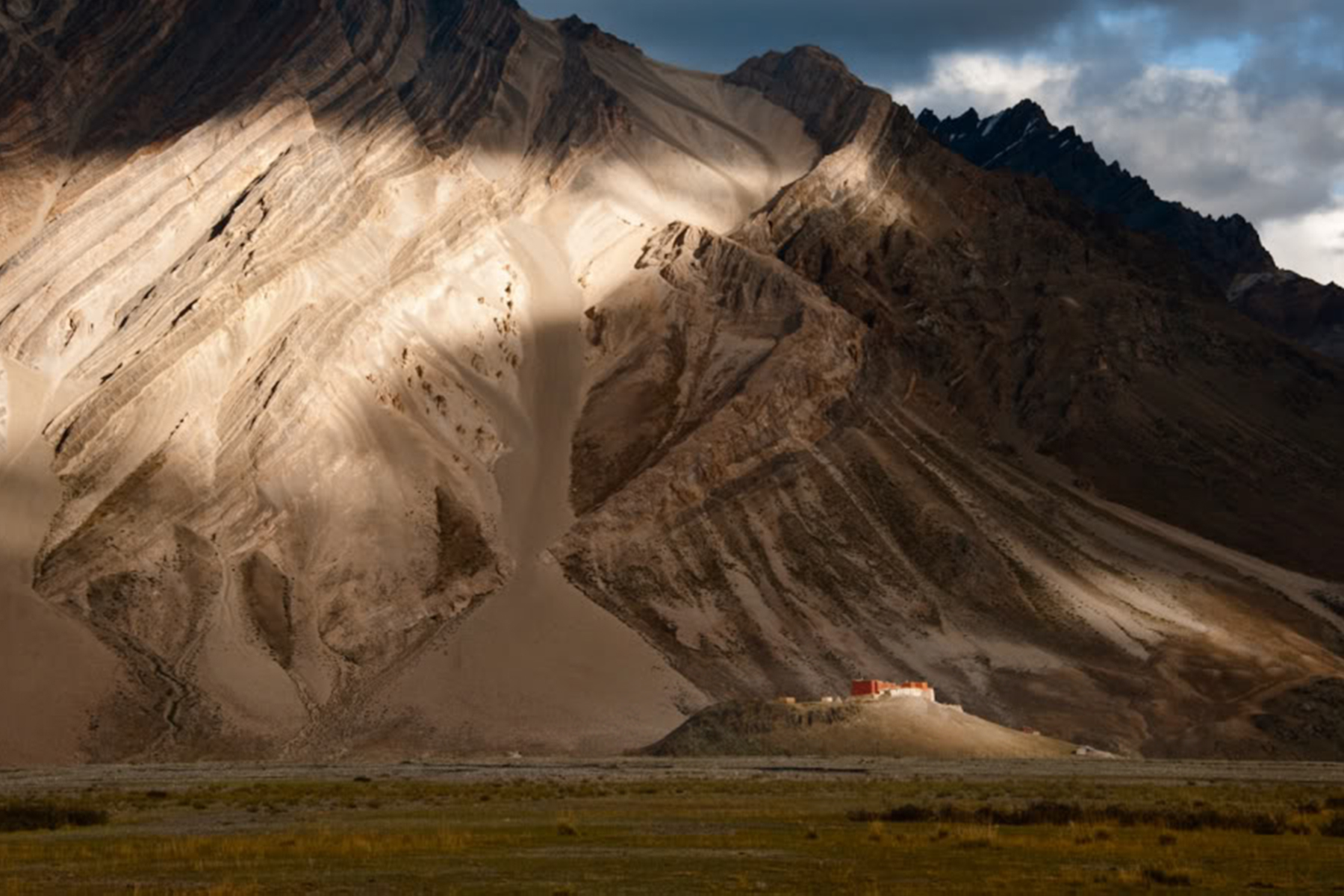
Das Kloster Rangdum Gompa steht auf einem Kraftplatz

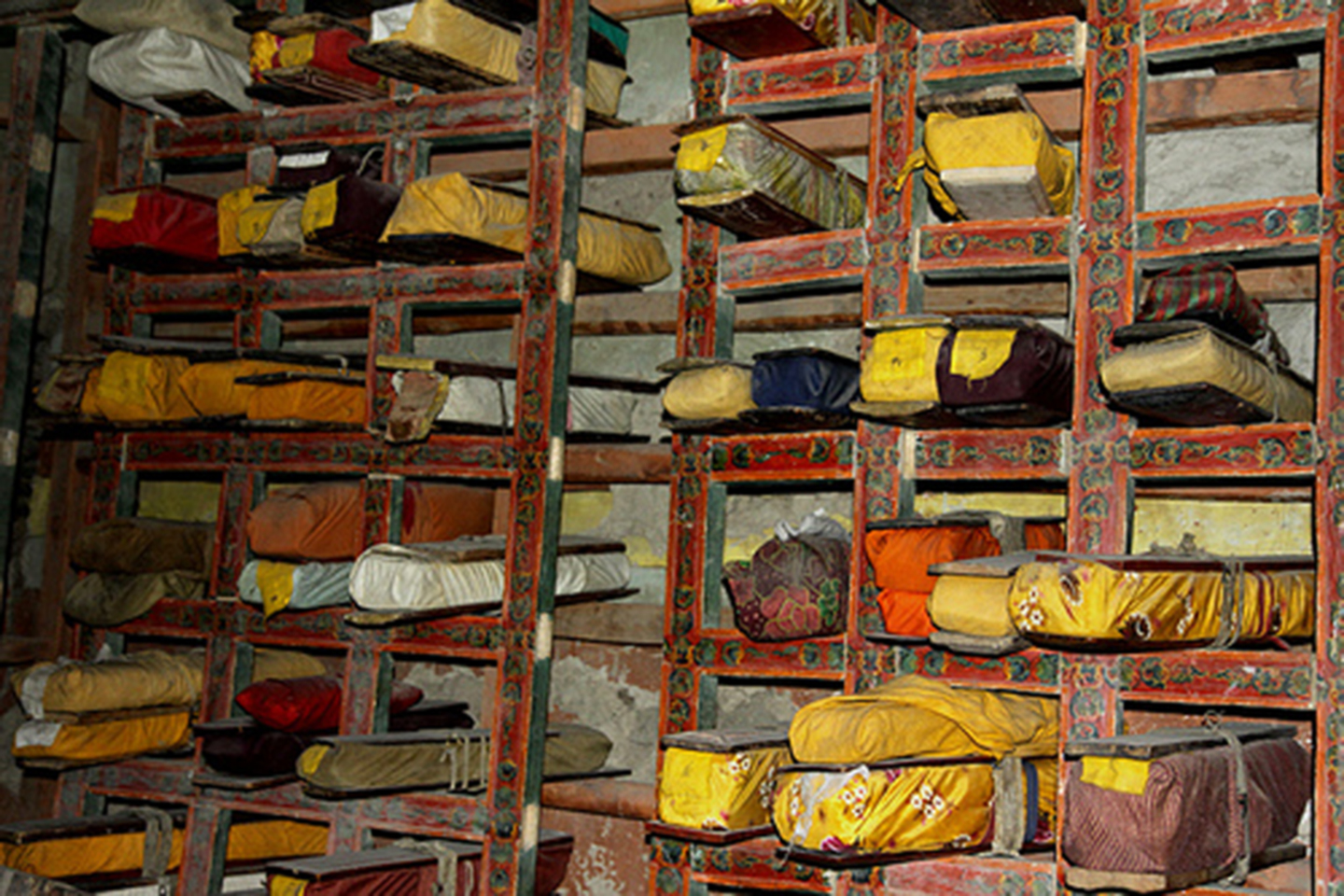
Die Klosterbibliothek in Rangdum Gompa

Das Kloster Rangdum Gompa ist ein buddhistisches Kloster am oberen Ende des Suru Valley im Südwesten des Zanskar. Das Bauwerk aus Lehm und Stroh thront auf einem Solitärfelsen in 4030 m Höhe inmitten der Rangdum-Hochebene.
Es wurde im 18. Jahrhundert von Gelek Yashy Takpa gegründet und beherbergt heute ca. 40 Mönche der Gelug-Schule. Als Grenzposten an der Religionsgrenze zwischen dem islamischen und dem buddhistischen Teil Ladakhs ist es ein Umschlagplatz für den Handel zwischen dem Zanskar und dem Suru-Tal.